# Third Star
Third star è un film del 2010 diretto da Hattie Dalton.
La pellicola ha per protagonisti Benedict Cumberbatch, JJ Feild, Tom Burke, Adam Robertson e Hugh Bonneville.

## Trama
È la storia di James ragazzo di 29 anni malato terminale di cancro; lui e i suoi tre amici vanno in viaggio a Barafundle Bay, il luogo preferito del ragazzo.
James è dipendente dalla morfina e non arriverà a compiere 30 anni. Davy è stato licenziato e da quando James si ammalato aiuta lui e la sua famiglia. Miles ha perso il padre, un acclamato scrittore, di cui sia lui che James volevano seguire le orme, per un cancro, . Ma da quando si ammala James, Miles comincia ad allontanarsi da lui. 
Bill è fidanzato da 7 anni ma non ama la sua ragazza perché lo tiene "imprigionato"; lui ha creato un carrello giallo che aiuterà James durante il viaggio.
James ha paura di morire perché non potrà realizzare i suoi sogni e ha paura di non aver vissuto, ma proprio grazie a questo viaggio vivrà realmente e sarà pronto ad andarsene.